# Jacek i Agatka (mydło)

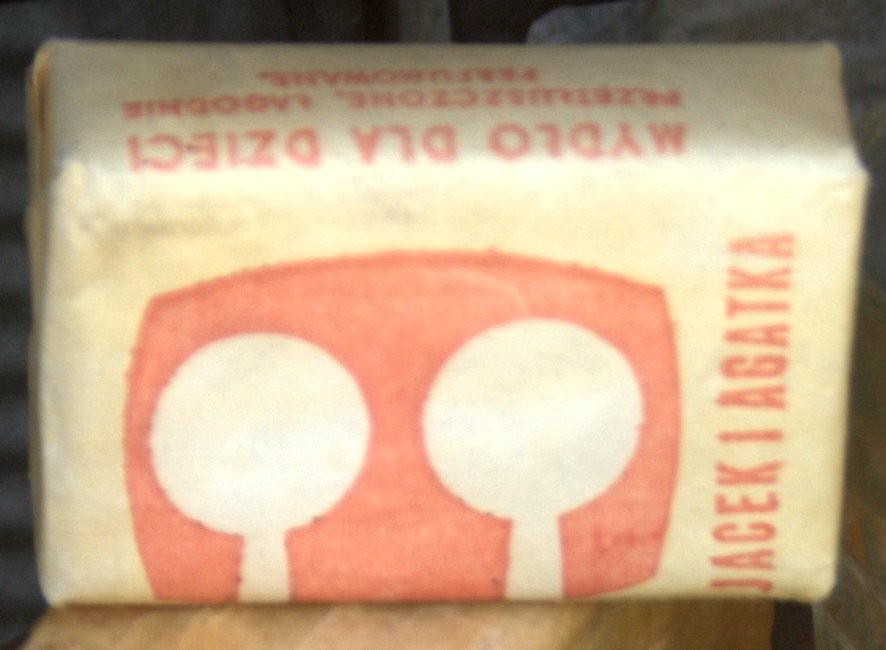
Kostka mydła Jacek i Agatka.

Jacek i Agatka – popularne w latach PRL-u mydełko dla dzieci i niemowląt. Produkowane przez fabrykę kosmetyków Pollena-Uroda w Warszawie. Nazwę zawdzięcza popularnej telewizyjnej dobranocce pod tym samym tytułem.
Mydło Jacek i Agatka otrzymało  znak pierwszej jakości. Produkty jeszcze wyższej klasy oznaczane były znakiem jakości „Q”.